# Hilara quadrivitata
Hilara quadrivitata är en tvåvingeart som beskrevs av Johann Wilhelm Meigen 1822. Hilara quadrivitata ingår i släktet Hilara och familjen dansflugor.
Artens utbredningsområde är Alaska. Inga underarter finns listade i Catalogue of Life.